# Dinobothrium septaria
Dinobothrium septaria is een lintworm (Platyhelminthes; Cestoda). De worm is tweeslachtig. De soort leeft als parasiet in andere dieren.
Het geslacht Dinobothrium, waarin de lintworm wordt geplaatst, wordt tot de familie Phyllobothriidae gerekend. De wetenschappelijke naam van de soort werd voor het eerst geldig gepubliceerd in 1889 door Pierre-Joseph van Beneden als Dinobothrium simile. Van Beneden had de lintworm aangetroffen in een haringhaai (Lamna cornubica) gevangen door Oostendse vissers. Zijn beschrijving was vrij summier; Woodland (1927) gaf later een gedetailleerde beschrijving van de soort.